# Москвін Сергій Олександрович
Сергій Олександрович Москвін (народився 10 червня 1954)  — український політик, державний службовець і громадський діяч. Кандидат економічних наук (1984). Народний депутат України 3-го скликання (1998—2002), заступник голови Державного агентства України з інвестицій та інновацій (січень 2008 — листопад 2010). Державний службовець 1-го рангу. Член Української сторони Платформи громадянського суспільства Україна — ЄС.

## Життєпис
Народився 10 червня 1954 в місті Київ; українець російського походження; батько Олександр Костянтинович (1900—1971); мати Віра Семенівна (1913—1977); дружина Світлана Миколаївна (1954), дочка Катерина (1982), онуки — Георгій (2009), Олександр (2014).
Закінчив Київський торговельно-економічний інститут, економічний факультет (1971—1975), економіст, «Бухгалтерський облік». Має сертифікат Лондонського інституту цінних паперів (ICMQ), кваліфікаційні свідоцтва фахівця з управління активами та торгівлі цінними паперами.
- 1975—1978 — інженер, провідний конструктор, завідувач відділу Українського проектно-технологічного інституту ВО «Союзторгсистема».
- 1978—1979 — служба в армії, Мурманська область.
- 1980—1984 — старший науковий працівник Інститут економіки кооперативної торгівлі.
- 1984—1992 — старший науковий працівник, завідувач сектору Науково-дослідного економічного інститут Міністерства економіки України.
- 1992—1993 — завідувач відділу Міністерства охорони навколишнього природного середовища України.
- 1993—1995 — заступник начальника управління Агентства міжнародного співробітництва та інвестицій.
- З 1995 — консультант ТОВ «Делойт і Туш».
- 1996—1998 — консультант аудиторської фірми «Аура».
- 2003—2004 — генеральний директор ТОВ "Компанія з управління активами «УКРІНТО».
- 2004—2007 — директор з розвитку Асоціації "Фінансова група «Автоальянс»; віце-президент, перший віце-президент ВАТ «Автоальянс XXI сторіччя».
- 2005—2007 — завідувач кафедри фінансів Київського інституту інвестиційного менеджменту.
- 2007—2008 — директор департаменту інвестиційної діяльності та проектного фінансування Державного агентства України з інвестицій та інновацій.
- січень 2008 — листопад 2010 — заступник голови Державного агентства України з інвестицій та інновацій[3][4]
- 2010—2013 — радник з питань регулювання ринків  Асоціації «Фондове партнерство», керівник проектів Професійної асоціації реєстраторів і депозитаріїв

Автор 70 наукових видань, співавтор навчальних посібників «Проектний аналіз» (1998), «Депозитарна діяльність» (2010), «Торгівля цінними паперами» (2015), «Емісія облігацій комунальних підприємств та місцевих позик» (2017).
Володіє англійською мовою.

## Політична і громадська діяльність
Член Партії Зелених України з 1990 р.
Народний депутат України 3-го скликання з березня 1998 до квітня 2002 від ПЗУ, № 13 в списку. На час виборів: консультант аудиторської фірми «Аура» (м. Київ), член ПЗУ. Голова підкомітету з питань господарського законодавства Комітету з питань економічної політики, управління народним господарством, власності та інвестицій (з липня 1998).
У 2010—2013 — радник з питань регулювання ринків  Асоціації «Фондове партнерство», керівник проектів Професійної асоціації реєстраторів і депозитаріїв, з 2014 року — на пенсії.
Член Наглядової ради Української Федерації професійних бухгалтерів і аудиторів.
Почесний член Професійної асоціації реєстраторів і депозитаріїв.
Координатор групи «Реформи фінансового сектору» ГП «Нова країна».
Президент Громадської спілки «Українське об'єднання ринків капіталу» (UCMA).
Участь у роботі громадських рад.

## Відзнаки
- Медаль «За трудову доблесть» (1980).